# Meister der Neudörfer Bildnisse
Als Meister der Neudörfer Bildnisse wird der Maler bezeichnet, der um 1527 ein Bildnis des Nürnberger Bürgers Johann Neudörfer den Älteren und eines seiner Ehefrau Magdalena gemalt hat.
Der namentlich nicht bekannte Künstler malte Johann Neudörfer, Schreibmeister und Mathematiker, dessen Lehrbücher zur Schreibkunst maßgebend die Entwicklung der deutschen Frakturschrift beeinflussten. Er porträtierte weiter dessen Ehefrau Magdalena Schellmann, verehelichte Neudörfer. Neudörfer hatte die verwitwete Magdalena um 1522 geheiratet. Die Bilder befinden sich heute in der Gemäldegalerie der Staatlichen Kunstsammlungen in Kassel.
Die Bilder sind jeweils ungefähr 50 Zentimeter hoch und 38 Zentimeter breit. Sie sind ein Beispiel für die Entstehung der Porträtmalerei von Ehepaaren aus dem wohlhabenden Bürgertum zum Ende des Mittelalters. Die kunsthistorische Analyse der beiden Bilder des Meisters der Neudörfer Bildnisse zeigt den Beginn einer bürgerlichen Porträtmalerei, zusammen mit der Betrachtung von den seit dem Ende des 15. Jahrhunderts geschaffenen anderen frühen Ehepaardiptychen. Die neue Kunstform ist zuerst eine reglementierte Darstellung von Personen und formalisierte Abbildung von Kleidung, die sich aus der Darstellung von Stiftern auf religiösen Bildern und unter strenger Beachtung der mittelalterlichen Kleidervorschriften entwickelt. Es entsteht ein Typus der gleichförmigen Darstellung von Ehepaaren, der sich dann, wenn auch nur langsam, Neuerungen in der Ausgestaltung öffnet.
Dem Meister der Neudörfer Bildnisse wird weiter ein 1528 entstandenes Porträt des Astronomen Johann Schöner zugeschrieben. Dieses befindet sich heute in der Städtischen Galerie des Landesmuseums Hannover.